# La Forge de Vulcain (Vélasquez)
Pour les articles homonymes, voir La Forge de Vulcain.
La Forge de Vulcain est une huile sur toile de Diego Velázquez peinte à Rome en 1630, d’après Antonio Palomino, durant son premier voyage en Italie et en parallèle de La Tunique de Joseph, d’après la critique. Les deux toiles furent peintes sans commande préalable, de l’initiative propre du peintre qui les conserva jusqu’à 1634, date à laquelle il les vendit au roi, avec des œuvres d’autres peintres pour le nouveau palais du Buen Retiro. Elle se trouve au musée du Prado où elle entra le 5 août 1819.

## Thème
Palomino offrit une description précise du thème « un autre tableau […] peint à la même époque, de cette fable de Vulcain, lorsqu’Apollon l’informe de sa disgrâce d’un adultère de Vénus avec Mars ; où Vulcain (assisté de ses ouvriers cyclopes dans sa forge) est si blême et perturbé qu’on dirait qu’il ne respire pas ».
Le thème est emprunté aux Métamorphoses d’Ovide, 4, 171-176, et reflète le moment où Apollon, « le dieu Soleil qui voit tout » révèle à Vulcain l’adultère de Vénus avec Mars dont il a été le premier informé. Vulcain, époux offensé par cette nouvelle perd à la fois « le contrôle de lui-même et le travail qu’était en train de réaliser sa main ».
Le thème était peu traditionnel. Il était plus classique de représenter le moment immédiatement postérieur lorsqu’Ovide présente Vulcain en train de surprendre les amants et les emprisonne dans un filet, les livrant aux moqueries des dieux.
Jonathan Brown propose comme source pour La Forge une gravure d'Antonio Tempesta dans une vignette séparée pour l'illustration des Métamorphoses imprimées à Anvers en 1606, sur laquelle Vélasquez aurait introduit de nombreuses modifications.
Plusieurs interprétations des intentions de Vélasquez ont été fournies pour cette toile. Pour Tolnay, le sujet représenté ne serait pas lié avec l'adultère, mais plus avec une sorte de « visite » et d'inspiration des arts majeurs (représentés par le couple Apollon-Hélios) sur les arts mineurs (représentés par le forgeron). C'est une lecture conditionnée par l'interprétation par Tolnay des Ménines et des Fileuses, comme un lien entre le monde artistique et les arts mécaniques.
Pour les autres interprétations iconographiques, le sujet doit être mis en relation avec La Tunique de Joseph, pendant de la Forge. Selon Julián Gállego, les deux peintures relatent des histoires de trahisons et de tromperies et mettent en exergue la force de la parole sur les actions humaines, et par conséquent, de l'Idée platonique sur l'action matérielle. En revanche, Diego Angulo rappelle que Jacob préfigure le Christ, comme Apollon-Hélios pourrait être préfigurer le Christ-soleil de justice.
Cependant, ces interprétations perdraient leur sens, comme le signale Jonathan Brown, si les deux peintures étaient indépendantes dans leurs exécutions. Il constate une différence dans les dimensions d'origine des toiles qui impliquerait que les spectateurs dussent les voir comme des toiles distinctes.
La toile de La Forge, présente en effet, deux bandes latérales ajoutées (de 22 cm et 10 cm à gauche et à droite respectivement) dont José López-Rey suppose qu'elles ont été cousues lorsque la toile passa du palais du Buen Retiro au palais royal.
Les études techniques du musée du Prado indiquent cependant qu'il est possible que les dimensions d'origine eussent été très similaires à celles d'aujourd'hui, et donc que les deux thèmes soient liés. La séparation précoce des toiles avec l'accord du peintre permit à La Tunique de Joseph de quitter le monastère de l'Escurial et appuie l'hypothèse d'une indépendance des deux œuvres.
Les études du Prado déjà citées concluent à l'identité des pigments employés sur la partie centrale de la toile et sur les ajouts latéraux, bien que les toiles soient faites de matériaux distincts. Ces ajouts auraient donc été faits durant la réalisation de la toile, sauf éventuellement pour le plus petit d'entre eux, de 12 à 14 cm sur le côté gauche.

## Analyse
Vélasquez se servit abondamment de ses études du statuaire classique, d'après ce que nous en dit Palomino, dans une sorte d'exercice scolaire, modifiant les points de vue et disposant les personnages en désordre, alors que dans le même temps il disposait avec objectivité les objets de nature morte de la toile spécialement ceux de la cheminée, attentif à la qualité de ses surfaces comme pour une nature morte de sa période sévillane.

Dans la pénombre de l'atelier, illuminé par la cheminée et avec une dominante de couleurs terre, fait irruption le dieu solaire dont la tête irradie. Il est vêtu d'un manteau jaune qui, avec le fragment de ciel bleu animent la composition. Les ombres modèlent les corps, mais, avec une lumière diffuse qui détaille les zones non éclairées il dépasse le clair-obscur, peut-être influencé par Guido Reni.
Les mondes célestes et souterrains sont représentés par Apollon et Vulcain et se manifestent de manières différentes dans les corps nus. Apollon, blond et couronné de lauriers comme dieu de la poésie, exhibe un corps d'adolescent aux formes délicates et aux chairs blanches, d'apparence fragile mais dur comme un marbre antique. Il n'y a aucune idéalisation en revanche pour le corps de Vulcain et des cyclopes. Ce sont des travailleurs marqués par l'effort aux chairs tirées et aux muscles tendus qui observent atones le dieu soleil. Bien qu'il s'agisse encore de nus académiques qui rappellent le statuaire classique, ils ont été réinterprétés d'après nature, avec des modèles vivants et des visages communs.
L'étude technique du musée du Prado a mis en évidence les manières de nuancer les carnations sur les torses nus des personnages. Sur une première base de couleur, Vélasquez fait des tâches inégales dans des zones « avec les mêmes pigments très dilués, comme pour salir la surface ». Cela crée un effet de volume et de morbidité des chairs par le jeu des lumières et des ombres. Vélasquez a également put se sentir attiré par les possibilités dramatiques du thème qui lui permettaient de faire une démonstration gestuelle par les réactions diverses du récepteur du message et de ses accompagnants.
En répondant aux interprétations qui croient voir dans le traitement par Vélasquez de la mythologie une intention burlesque (par l'utilisation de types populaires et, bien que vulgaires, situés dans un contexte commun – la forge –) Diego Angulo collecta quelques-unes des interprétations dans la littérature contemporaine du peintre, et nia le caractère démystificateur qu'on attribue à ces toiles : dans son interprétation du mythe, Vélasquez n'insista pas sur la laideur et la difformité de Vulcain, comme le fit Juan de la Cueva dans Les Amours de Mars et Venus, qui dans un long poème présente Apollon agissant par dépit, et Vulcain parfait cornu et objet des plaisanteries, rôle qu'il tient aussi dans les Esprits du Parnasse d'Alonso de Castillo Solórzano.
Avec les fables mythologique, Vélasquez fait la même chose que pour les sujets évangéliques de La Cène d'Emmaüs ou Christ dans la maison de Marthe et Marie : rapprocher le mythe du quotidien, et faire du mythe un moyen de penser l'humain.

## Étude pour la tête d'Apollon

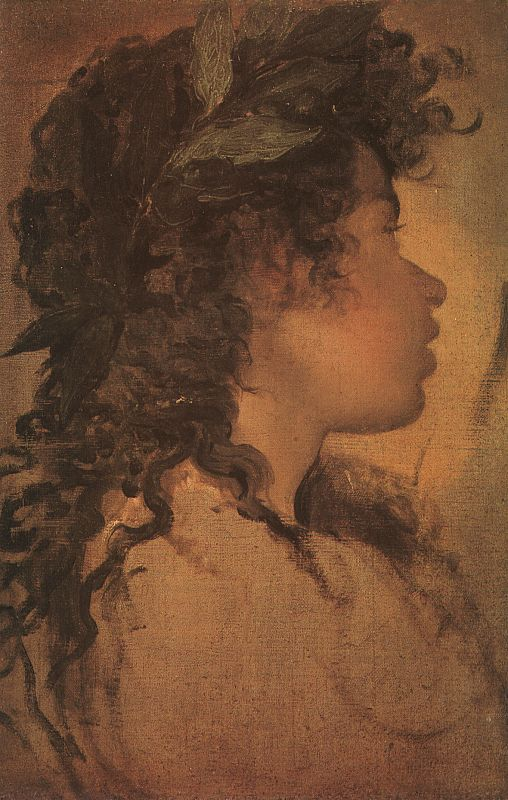
Étude pour la tête d'Apollon,, New York, collection privée.

Une Étude pour la tête d'Apollon conservée dans une collection privée de New York est connue depuis 1830, époque à laquelle elle était à Gênes dans la collection d'Isola. Elle fut vendue à un commerçant anglais. L’authenticité de cette étude, d'après López-Rey, aurait été corroborée par la radiographie de La Forge, sur laquelle, sous la tête d'Apollon, se trouvent des traits proches de ceux de l'étude. Cependant, Carmen Garrido Pérez, directrice de l'étude technique du Prado, affirme le contraire.
Sur l'ébauche, les cheveux châtain sont plus longs, mais tirés en arrière aux favoris, occultant l'oreille mais laissant voir une grande partie du visage. Sur le dessin, les joues semblent plus rondes ce qui fait paraître le personnage plus enfantin. L'ombre est plus légère que sur la toile définitive et la couronne de lauriers se confond en partie avec les cheveux en bataille. Indépendamment des résultats des radiographies de La Forge, l'authenticité de l'étude, débattue par le passé, est acceptée sans discussion par les spécialistes modernes.